# Trimerotropis koebelei
Trimerotropis koebelei är en insektsart som först beskrevs av Bruner, L. 1889.  Trimerotropis koebelei ingår i släktet Trimerotropis och familjen gräshoppor. Inga underarter finns listade i Catalogue of Life.